# كرز حلو
الكرز البري أو الكرز الحلو أو كرز الطيور (باللاتينية: Prunus avium) هو أحد أنواع جنس البرقوق من الفصيلة الوردية.

## الموئل والانتشار
ينتشر في بلاد الشام وحوض البحر الأبيض المتوسط وتركيا والقوقاز والبلقان ومعظم أنحاء أوروبا.